# Der Termin
Der Termin (Original: The Deadline: A Novel About Project Management.), veröffentlicht 1997, ist ein literarisches Werk von Tom DeMarco über das Thema Projektmanagement und der Versuch, Unterhaltung und Bildung in einem Roman zu verknüpfen.

## Handlung
Die Handlung dreht sich um die Entwicklung von sechs Softwareprodukten. Webster Tompkins, Manager der Big Telephone Company, wird im Rahmen eines Outplacement-Programms aus seinem Betrieb ausgegliedert. Just in diesem Moment wird er von der morovischen Agentin Lahksa Hoolihan im Auftrag des KVJ entführt. Er soll für eine neue Softwareentwicklung in dem fiktiven Land Morovien als Manager rekrutiert werden und dort mithilfe einer riesigen Entwicklungsmannschaft sechs umfangreiche Softwareprodukte (Photoshop, Lotus Notes, Corel Painter, QuarkXPress, Quicken und Adobe PageMill) nachbauen. Seine Idee: eine Aufteilung in achtzehn Teams, drei für jedes Softwareprodukt. Verschieden groß und mit unterschiedlicher Methodik befinden sie sich miteinander im Wettlauf. Mithilfe seiner Teams und der Unterstützung einer Reihe von kompetenten Beratern stellt Tompkins die Managementmethoden auf den Prüfstand. Jedes Kapitel schließt mit einem Tagebucheintrag ab, welcher die wichtigsten Managementansätze zusammenfasst.

### Kapitel 1
"Alles wird gut"
Tompkins sitzt im Hörsaal seiner Firma „Big Telephone & Telecommunication Company“, um an deren Outplacement-Programm teilzunehmen. Er ist ein EntWaK (Entpflichtung zur Wahrnehmung anderer Karrierechancen), das heißt, er wird in Kürze gekündigt. Während solcher Programme ist Tompkins meist gelangweilt und geistig abwesend. Er wird von Lahksa Hoolihan – einer Industriespionin des morovischen KVJ – in ein Gespräch verwickelt und mit Hilfe einer Diät-Cola betäubt. Ziel ist es, Tompkins gezwungenermaßen für den Nationalstaat Morovien als Top-Manager zu bekommen, da dieser Staat zum Exportland Nummer 1 in Sachen Softwarepakete aufsteigen will.

### Kapitel 2
"Auge in Auge mit Kalbfuss"
Unter Drogeneinfluss wird Mr. T. von zwei Personen zu einem Flugzeug gebracht. Er ist benommen und bekommt die Ereignisse um ihn herum nur teilweise mit, weiß jedoch, dass Mrs. Hoolihan die meiste Zeit neben ihm ist, da Tompkins ihren angenehmen Duft riechen kann. Halluzinierend findet er sich im Flugzeug wieder und sieht Lahska Hoolihan (z. B. als Pilotin und als Stewardess). Mr. T. träumt, dass er sich in einem Schulungsraum befindet. Edgar Kalbfuss hält einen Vortrag über Projektmanagement und wartet auf Nachfragen seiner Zuhörer. Mr. T. meldet sich und hinterfragt den Vortrag, welcher die harten Fertigkeiten über Projektmanagement beinhaltet. Er nennt die für ihn wichtigen Punkte, welche im Projektmanagement behandelt werden sollten, welche die weichen Fertigkeiten wären. Kalbfuss diskutiert und muss die Nachfragen von Mr. T. verneinen. Abschließend fragt Kalbfuss Mr. T. wie er den Kurs nennen würde. Mr. T. antwortet „Administrivialitäten“ (Kunstwort aus Administration und Trivialität).
Diese Szene träumt Mr. T. immer und immer wieder in einer Endlosschleife.

### Kapitel 3
"Silikon Valejit"
Mr. T findet sich in seinem eigenen Bett und Pyjama mit seinem Lieblingskissen wieder. All die Dinge, die Tompkins auch zu Hause hatte, waren auch in diesem Zimmer. Doch erst als er aus dem Fenster sieht, bemerkt er, dass er nicht zu Hause ist. Kurze Zeit später bemerkt er Lahksa. Sie bietet ihm einen 2-Jahres-Vertrag als Projektmanager an. Er soll mit Hilfe von 1500 hochkarätigen Softwareingenieuren sechs Softwareprodukte entwickeln und produzieren. Mr. T nimmt das Angebot an und beginnt umgehend mit der Aufstellung von Forderungen, unter anderem zu Mitarbeitern, Standort, Zeitplan und Netzumgebung. Als er feststellt, dass er für die 6 angestrebten Projekte viel zu viele Mitarbeiter zur Verfügung hat, schlägt ihm Lahksa vor, ein „Projektmanagement-Labor“ auf die Beine zu stellen. Bei diesem „Management-Experiment“ sollen an den sechs Softwareprodukten jeweils mehrere Teams unabhängig und unter verschiedenen Bedingungen arbeiten (z. B. viel/wenig Druck, zu viele/zu wenige Mitarbeiter, Spezialistenteam/gemischtes Team).

### Kapitel 4
"Die CD-ROM-Fabrik"
Mr. T erhält von Lahksa ein Management-Tagebuch, um seine Erkenntnisse festzuhalten. Außerdem lernt er seinen neuen, persönlichen Assistenten Waldo Montifiore kennen, der ihn direkt zu seinem ersten Termin führt: Die Besichtigung der Baustelle der neuen CD-ROM Fabrik. Das Bauprojekt ist katastrophal im Rückstand, da eine Granitplatte den Bau behindert. Der Bauleiter Mr. Mopoulka kann den Bauplan nicht einhalten, traut sich jedoch nicht, den Plan zu ändern, da der EFN, der „Edle Führer der Nation“, ihn eingeschüchtert hat. Mr. T ändert kurzerhand den Plan der Baustelle auf eigene Verantwortung und verlangt einen Termin beim EFN zur Klärung. Am Ende des Tages hielt Tompkins seine Fortschritte in dem Tagebuch, welches Lahksa ihm gegeben hatte, fest.

### Kapitel 5
"EFN"
Webster Tompkins besucht den EFN in der Hauptstadt Moroviens. Tompkins möchte seine Forderungen insbesondere nach einem anderen Führungsstil – ohne Einschüchterung – durchsetzen, für den EFN handelt es sich bei Tompkins Wünschen nur um „Kleinigkeiten“. Der EFN erläutert Tompkins, dass er die Morovien AG durch einen ausgeklügelten Aktientausch erworben hat. Er beklagt sich weiterhin darüber, dass er jetzt als Tyrann für das morovische Volk auf dieselben Probleme, die er auch als Chef hatte, trifft, nämlich Verzug trotz Einschüchterung.
Für den „Edlen Führer der Nation“ ist Webster Tompkins die Rettung; sie sprechen über das Konzept, um Nummer eins der Softwareexporteure zu werden. Auf dem Plan steht, ein Plagiat von Quicken auf den Markt zu bringen. Dieses Produkt soll, im Gegensatz zum Original, kostenlos zur Verfügung stehen und durch ständige Updates erweitert werden. Die notwendigen Updates sollen allerdings von Zeit zu Zeit kostenpflichtig werden.

### Kapitel 6

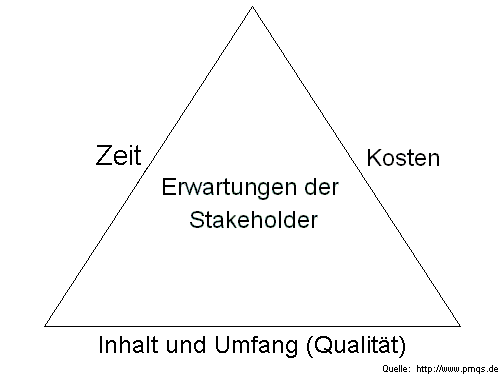
Magisches Dreieck

"Der beste Projektmanager der Welt"
Mr. Tompkins versucht seine Aufgaben als Manager zu strukturieren. Bei der Auswahl der Projektmanager kommt er jedoch alleine nicht weiter, da er sich beim Auswerten von 200 Bewerbungen überfordert fühlt und Unterstützung braucht. Er versucht deshalb, die auf den Straßen Moroviens lebende, am Burnout-Syndrom leidende, ehemalige Top-Managerin Belinda Binda als Beraterin zu gewinnen. In einer Diskussion der beiden über die Aufgaben eines Managers eröffnet sie ihm, dass für einen guten Manager vor allem Bauch, Herz, Seele und Nase wichtig seien, um eine gute Mitarbeiterauswahl zu treffen.
Die Frage, die sich Mr. Tompkins immer wieder stellt ist, ob er seinen unmittelbaren Vorgesetzten - EFN und der morovischen Regierung vertrauen konnte. Er hatte schließlich noch nie zuvor so viele Leute gemanagt. Wenn er auf das Angebot eingehen würde, hieße das, dass er achtzehn Projektteams bilden und achtzehn Manager auswählen müsste.

### Kapitel 7
"Mitarbeiter Anheuern"
Waldo, Webster’s Assistent, übergibt Webster Tompkins eine Liste der Leute, die sie interviewen müssen. Webster Tompkins erhält bei der Suche nach geeigneten Projektmanagern Unterstützung von Belinda Binda, einer top Managerin. Während Tompkins die vorbereiteten Lebensläufe der Kandidaten durchgehen möchte, zieht Belinda ein persönliches Gespräch mit den Bewerbern vor. Bei der Auswahl achtet Belinda eher auf ihr Bauchgefühl. Nach der Auswahl rät Belinda dazu, die Mitarbeiter zunächst ihren Erfahrungen entsprechend einzuteilen und sie erst später vor neue Herausforderungen zu stellen.

### Kapitel 8
"Der berühmte Dr. Rizzoli"
Mr. Tompkins und Ms. Hoolihan denken über die Ziele und Auswertungsmöglichkeiten des geplanten Projektmanagement-Labors nach und stellen fest, dass sich sehr viele Fragen ergeben werden, um das Projektmanagement-Experiment auszuwerten. Sie kommen zu dem Schluss, dass sie sich professionellen Rat einholen sollten. Ms. Hoolihan hatte bereits geplant, zu diesem Zweck den renommierten Projektmanager Dr. Rizzoli einfliegen zu lassen. Dr. Rizzoli war auf dem Weg nach Lettland. Eine Agentin, getarnt als Stewardess, flog in dem Flugzeug mit, in dem Dr. Rizzoli auf dem Weg nach Lettland saß. Sie sorgte dafür, dass er in Morovien ausstieg und nicht in Lettland. Dr. Rizzoli hatte schon ausgeklügelte Experimente auf dem Gebiet durchgeführt. Rizzoli wird unter falschem Vorwand in Morovien begrüßt, im Verlauf gibt er wertvolle Tipps zur Durchführung des Projektmanagement-Experiments. Dr. Rizzoli verbrachte seinen dritten Tag in Morovien (angebliches Lettland) mit Mr. Tompkins und Belinda Binda.

### Kapitel 9
"Ex-General Markov"
Die Bewerbungsgespräche gehen weiter, und der EFN wird in diese involviert. Der Ex-General der morovischen Armee "Gabriel Markov" wird interviewt und daraufhin zum Team-Pool-Verwalter ernannt. Obwohl Tompkins findet, dass die Auswahl der Manager gut vorangeht, betrachtet er die Countdown-Anzeige mit Argwohn und ist skeptisch, ob die Projekte zum gegebenen Zeitpunkt fertig werden.

### Kapitel 10
"Abdul Jamid"
Tompkins ist in Rom und sein Anwalt informiert ihn, dass das versprochene Geld angekommen ist. Außerdem, schlägt der ehemalige Boss vor, dass er das Programm von Abdul verwenden soll. Tompkins trifft sich mit Abdul Jamid, einem Softwareentwickler, der eine Arbeit über Management-Dynamik schrieb und seine Erkenntnisse durch Johnny Jays Empfehlung mit Mr. T teilt. Zur Erläuterung seiner Theorie nutzt Abdul ein Instinktmodell, um die Ergebnisse eines Projektes zu simulieren bzw. abzuschätzen. Am Ende des Tages ist Tompkins von den Ideen und Theorien Abduls so begeistert, dass er seine Methoden weiter einzusetzen gedenkt.

### Kapitel 11
"Der sinistre Mister Belok"
Als Tompkins eines Morgens in sein Büro kommt, bemerkt er den drastisch verkürzten Termin der geplanten Fertigstellung aller Softwareprojekte (200 Tage), welchen er sich an einer großen Leuchttafel anzeigen lässt. Verantwortlich für diese Änderung ist der Stellvertreter des EFN, Minister Belok. Da der EFN zu einer Geschäftsreise in die USA aufgebrochen ist, führt Minister Belok den Staat Morovien bis zu dessen Rückkehr. Belok ist der Meinung, die Softwareprojekte seien, mit ein bisschen Druck und einigen strukturellen Veränderungen (z. B. ein großes Projektteam anstatt drei kleinere pro Produkt), in dem von ihm vorgegebenen, deutlich kürzeren Zeitraum zu bewältigen. Über diese drastische Einmischung in sein Vorgehen ist Tompkins nicht erfreut und es kommt zum Streit. Letztendlich gibt Tompkins scheinbar nach, plant aber, sein „Management-Labor“ im Geheimen weiter durchzuführen.

### Kapitel 12
"Der Zahlenmann"
Tompkins beschäftigt sich mit der Aufteilung der Entwickler in den verschiedenen Teams. Er erhält eine Postkarte aus Massachusetts von Lahksa Hoolihan. Sie hat ein Treffen mit T. Caporous organisiert. Als dieser eintrifft, ist er bereits über alle Zahlen und Statistiken Moroviens informiert. Er bestimmt Funktionspunkte für alle 6 Softwareprodukte. Tompkins und Belinda möchten eine eigene Formel zur Bestimmung und Vergleich der Projektgrößen entwickeln. Waldo wird als Manager der neuen Software-Metrik-Gruppe bestimmt.

### Kapitel 13
"QuickerStill"
Tompkins hat Zweifel an den Zielen, die Minister Belok den Entwicklerteams gesteckt hat: Alle sollen ihre Prozessqualität bis zum Jahresende um eine CMM-Stufe anheben. Belok hat hierfür ein Prozessverbesserungsprogramm und eine QS-Gruppe eingerichtet. Vor allem Grosz, Leiter des QuickerStill Projektes, hat die größten Schwierigkeiten, diese Anforderungen zu erfüllen. Er bittet Tompkins daher, die QS-Gruppe und sein Werk Aidrvioli 7 als letztes zu kontrollieren, um ihm eine Woche Zeit zu gewähren.

### Kapitel 14
"Moroviens erster Programmierer"
Tompkins spricht mit General Markov, darüber wie Tompkins den Leiter des SEI Dr. Menotti überzeugen kann das Prozessverbesserungsprogramm abzubrechen. Im Aristoteles Institut trifft er auf Menotti. Er zeigt Verständnis für Tompkins Probleme, findet aber, dass eine Verspätung der Projekte um ein paar weitere Monate nicht ins Gewicht fällt. Dr. Menotti bietet ihm an, ein Projekt zu „übersehen“. Tompkins lehnt ab und fordert alle wichtigen Projekte aus dem Programm zu nehmen und dies Minister Belok zu verschweigen. Dr. Menotti verneint und Tompkins fragt nach einer Umgehungsmöglichkeit. Dieser verweist auf den Präsidenten des Instituts sollte dieser zustimmen wäre er bereit die Überprüfung abzubrechen, doch nur wenn er im Gegenzug Waldo bekommt. Tompkins trägt seine Bitte dem Präsidenten des Instituts Aristoteles Kenoros vor. Dieser willigt ein, sofern Tompkins ihm eine Aufgabe verschafft. Tompkins spricht mit Kenoros über seine Terminprobleme. Dieser schlägt vor das Debugging radikal zu kürzen und dafür die Entwurfszeit zu verlängern – die so genannte Last-Minute-Implementierung. Tompkins hat bedenken, da er keinen Beweis hat, dass dadurch der Debugging-Aufwand sinkt, zudem würden seine Programmierer diesen radikalen Schritt nicht ohne weiteres akzeptieren.

### Kapitel 15
"Schnelldenker"
Mr. Tompkins trifft auf Minister Belok, dieser erinnert ihn erneut an den Terminplan. Er verlangt, dass mehr Überstunden „verordnet“ werden sollen, damit der Termin eingehalten werden kann. Außerdem will er das Institut auf CMM Stufe 4 anheben. Mr. Tompkins wird zu alledem noch ein weiteres Projekt übertragen, nämlich ein Flugsicherungssystem zu entwickeln. Dieses soll bis zu den Olympischen Sommerspielen 2000, die der EFN durch einen kurzen Besuch beim Olympischen Komitee nach Morovien geholt hat, fertiggestellt sein. Tompkins bespricht sich mit Belinda und entwickelt ein Modell, welches das Verhältnis von mentalem Druck zur Produktivität darstellt. Laut Beloks Modell arbeiten Entwickler nur dann hart wenn sie unter enormen Druck stehen.
Belinda erstellt ein einfaches Modell, nach dem ein leichter bis moderater mentaler Druck die Arbeitsleistung 15–25 % steigern sollte. Starker mentaler Druck soll hingegen zu einer sehr schnellen sehr hohen Steigerung führen, jedoch danach sofort zu einem Abfall der Leistung verursachen, da Mitarbeiter durch Burnout und Überlastung ausfallen oder aufgeben. Belinda nennt sich dafür selber als Beispiel.
Um mit sicheren Daten arbeiten zu können, beauftragt Belinda Waldo damit entsprechende Berechnungen mit Hilfe seiner archäologischen Daten zu erstellen. Er verglich alle Projekte mit und ohne Druck miteinander. Laut seinen Erkenntnissen hat Druck überhaupt keine Auswirkung. Daraufhin befragten sie das Orakel. Die Antwort lautete „Leute, die unter Druck stehen, denken nicht schneller.“ Zu viel Mehrarbeit schafft demnach sogar eine Produktivitätssenkung, da Mitarbeiter nun mehr Zeit vertun, aufgrund der täglichen größeren Zeitfenster.

### Kapitel 16
"Die Planung der Sommerspiele"
Tompkins tauscht sich mit Ms. Alber der Produktmanagerin für PMill aus, da der Manager des PMill-A-Teams gestresst ist. Er wird zuweilen zornig und ausfallend. Seine Mitarbeiter fangen an ihn zu fürchten und es liegen Versetzungsanträge einzelner A-Team-Mitglieder vor. Die A-Team-Manager mit zu vielen Mitarbeitern, sind überlastet und gestresst.
Lahska hat im Auftrag Beloks die NASPlan-Spezifikationen der amerikanischen Luftfahrtbehörde gestohlen um das Flugsicherungsprojekt zu beschleunigen. Nachdem sich Belinda zusammen mit der Projektgruppe sowie auch Tompkins mit den Spezifikationen auseinandergesetzt haben, stellen er und das Team einhellig fest, dass sie die Spezifikation nicht ohne weiteres Verstehen. Nur Belinda findet das alles Unsinn sei, woraufhin eine Diskussion zwischen Belinda und Tompkins lostritt, ob diese Spezifikation als solche zu bezeichnen ist oder nicht. Schlussendlich kann Belinda Tompkins davon überzeugen, dass diese Spezifikation nichts spezifiziert, sondern nur vage Andeutungen macht.
Belindas Antwort auf die Frage wie solche Spezifikationen abgesegnet werden konnten lautet: Selbstzweifel eines jeden, etwas nicht verstanden zu haben, obwohl es nichts zu verstehen gibt. Ein Grund für Mehrdeutige Spezifikationen liegt in ungelösten Konflikten zwischen verschiedenen Interessengruppen, weil man diese nicht lösen kann oder will lässt man die Fragen offen.

### Kapitel 17
"Der Guru der Konfliktlösung"
Tompkins, Binda und Markov machen sich Gedanken über Wege der Konfliktlösung. Für alles gibt es Mittel und Wege, aber in der IT gibt es wenige Ansatzpunkte zur Konfliktlösung, daher möchten sie sich zu Konfliktlösungsexperten weiterbilden.
Binda macht den Vorschlag Dr. Larry Boheme aufzusuchen, den Erfinder der Win-Win-Methode.
Nachdem Tompkins sich mit Dr. Boheme getroffen hat erhält er folgende Denkanstöße:
Konflikte:
- Wenn an einer Entwicklungsanstrengung mehrere Parteien beteiligt sind, sind Interessenkonflikte unvermeidlich.
- Der Bereich der Systementwicklung und -installation ist für Konflikte besonders anfällig.
- Die meisten Systementwicklungsorganisationen verfügen über schlechte Konfliktlösungsfähigkeiten.
- Konflikte verdienen Respekt. Konflikte sind kein Zeichen für unprofessionelles Verhalten.
- Legen Sie von vornherein klar fest, dass die Gewinnbedingungen aller Beteiligten respektiert werden. Stellen Sie sicher, dass alle Gewinnbedingungen, die kleinen ebenso wie die großen, auf den Tisch gelegt werden.
- Verhandlungen sind schwierig; Mediation ist einfach.
- Machen Sie von Anfang an deutlich: Wenn Gewinnbedingungen einander ganz oder teilweise ausschließen, wird von den Parteien erwartet, dass sie sich in Mediation begeben, um den Konflikt zu lösen.
- Ganz wichtig: Wir stehen beide auf der gleichen Seite; es ist das Problem, das auf der anderen Seite steht.

### Kapitel 18
"Maestro Diyeniar"

### Kapitel 19
"Der Teil und das Ganze"

### Kapitel 20
"Projekte brauchen Rituale"
Webster erhält ein Fax von Lahksa. Er erfährt, dass sie einen erfahrenen Berater zu ihm schickt. Dabei handelt es sich um Harry Winnipeg, einen bekannten Autor in der Softwarebranche. Er soll Webster dabei helfen Probleme aufzuspüren und diese zu lösen. Als erstes empfiehlt er PMILL-A einzustellen, da das Projekt bereits tot ist. Webster lehnt aber ab, da er das Projekt aus politischen Gründen am Leben halten muss. Winnipeg definiert dieses Projekt daraufhin als Zombie. Beide wohnen einem Meeting bei, in dem keine Ergebnisse erzählt werden. Winnipeg reißt die Sache an sich und erläutert den Ablauf eines erfolgreichen Meetings. Winnipeg empfiehlt dem Projekt sich an ein Ritual zu halten.

### Kapitel 21
"Der Endspurt beginnt"
Lahksa kehrt überraschend zurück. Sie erklärt Webster, dass sie Belock aus dem Weg geräumt hat und er nun freien Handlungsraum hat. Sie besprechen zusammen mit Belinda, wie sie die A-Gruppen in die anderen Teams integrieren können. Nach der Neustrukturierung des Projektes läuft alles so gut, dass sich Webster und Belinda beinahe überflüssig vorkommen. Webster, Molly und Kenoros besprechen das Voranschreiten des Projektes und stellen fest, dass sie die Inspektionen auslassen können, da bereits keine Fehler mehr gemacht werden. Am Ende des Kapitels bedankt sich Webster bei Lahksa für die Hilfe bei Belock.

### Kapitel 22
"Der heißeste Börsengang des Jahres"
Bis zum 30. Mai sind QuickerStill-B-Team, QuickerStill-C und PMill-C fertig. Webster ist der Meinung, dass jedes Projekt ein Idealziel als auch einen Termin hat. Der EFN ist nun wieder im Lande und lässt Mr. T. in sein Büro bestellen. Was Webster jedoch verunsichert, ist, dass die ganze Führungsetage außer sich vor Freude ist, was für ihn bedeutet, dass etwas Schlimmes passiert ist oder passieren wird. Er soll mit seiner Befürchtung recht behalten, denn der EFN möchte, dass die Morovien AG an die Börse geht. EFN bezeichnet diesen Gang als heißesten Börsengang des Jahres. Mr. T. ist im ersten Augenblick nicht begeistert von dieser Situation, doch EFN überzeugt ihn, indem er ihm mitteilt, dass Mr. T. ein halbes Prozent der ausgegebenen Aktien (fünfzigtausend Aktien zu je vierzehn Dollar Ausgabepreis) besitzt. EFN hat weiterhin vor, kleine Aktienpakete an alle Mitarbeiter zu verteilen, da er ungefähr dreißigtausend Zusatzaktien hat. Vor dem Börsengang wird jedoch Mr. T. gekündigt, und seine Nachfolge wird Melissa Alber antreten. Mr. T. würde sie jedoch ungefähr noch einen Monat einarbeiten. Das nächste Projekt, das EFN starten wollte, war, Bulgarien zur AG machen, doch jemand anderer kommt ihm zuvor. So schlägt ihm Mr. T. vor, die USA zur AG zu machen. Doch EFN hat noch ein weiteres Problem, und zwar, dass sein Minister für Innere Angelegenheiten seit vier Monaten krankgeschrieben ist und er einen neuen Minister braucht. Mr. T. schlägt ihm Gabriel Markov vor. Abends bekommt Mr. T. einen Anruf von dem früheren Minister für Innere Angelegenheiten, Minister Belok. Dieser möchte ihm befehlen, dass Mr. T's Leute die Büros bis Freitag verlassen sollen, da er diese zu unmenschlichen Bedingungen vermietet. Mister Belok will jedoch nur eine straffe und starke Organisation, wohingegen Mr. T. eine produktive und partnerschaftliche Organisation verwendet, um seine Ziele zu erreichen.

### Kapitel 23
"Zwischenstopp in Riga"
Im letzten Kapitel geht es um Mr. T’s letzte Nacht in Morovien. Nach einem rauschenden Fest übergibt er sein Notizbuch einem Journalisten und erhascht in einem Traum einige Ausblicke in die Zukunft. Am nächsten Morgen macht er sich auf den Rückflug. Wie fast schon zu erwarten, wird er ein weiteres Mal von Lahksa entführt – diesmal nach Bulgarien – wo er von Lahksa zum bulgarischen EFN, dem BEFN gemacht wird bzw. werden soll. Mr. T möchte diese Aufgabe aber nur annehmen, wenn Lahksa im Gegenzug eine Rolle für ihn annimmt: Co-EFN und Ehefrau. Natürlich nimmt sie dieses Angebot sofort an und zeigt ihm die „königlichen Gemächer“. Er trägt sie über die Schwelle.

## Projektmanagement-Techniken
Im Roman werden eine Vielzahl von Projektmanagement-Techniken beschrieben.

### Kapitel 1
Methoden der Ist-Aufnahme dienen der objektiven Ermittlung eines aktuellen Problems.
Bei der Erstellung eines neuen Projekts hat der Projektleiter die wichtige Aufgabe, die richtigen Personen bzw. Mitarbeiter auszuwählen, sodass er sichergehen kann, dass sein Projekt erfolgreich zum Ziel geführt wird. Dazu ist die Projektmanagement-Technik des „Personalwesen“ von großer Bedeutung.
Sizing/Outsourcing: Beispiel: Upsizing/Downsizing = Zunahme des Personals / Verschlankung des Personals

### Kapitel 2
In Kapitel 2 werden verschiedenste Managementtechniken in der Durchführung der unterschiedlichen Projektabschnitte (z. B. Personalfindung, Teambildung, Projektdurchführung) angewendet. Dabei wird zwischen harten und weichen Fertigkeiten unterschieden.
Diese sind die harten Fertigkeiten (quantitative Techniken) des Projektmanagements:
- Gantt-Diagramm
- PERT-Diagramm
- Statusbericht
- Personalverwaltung
- Besprechung
- Zeiterfassungsbogen
- Dokumentation
- Projekt Meilensteine
- Qualitätssicherung
- Projektmanagement
- E-Mail-Einsatz
- Projektverfolgung
- Administrivialitäten: Ein Kunstwort, das eine Verschmelzung von Administration und Trivialitäten darstellt.

Weiche Fertigkeiten (qualitative Techniken des Projektmanagements): Der Erfolg des Projektes wird in hohem Maß auch von den persönlichen Eigenschaften und Fähigkeiten („weiche Faktoren“) aller Beteiligten inkl. der Projektmanager bestimmt.
- Motivation
- Personalauswahl
- Teambildung
- Abstimmung von Aufgaben und Mitarbeitern aufeinander

### Kapitel 3
Das Capability Maturity Model (CMM) wurde in den 90er Jahren vom Verteidigungsministerium der USA entwickelt, um die Qualität von Software-Zulieferern standardisiert beurteilen zu können. Es beschreibt den Reifegrad der Fertigkeit in fünf Stufen, angefangen vom einfachen, unstrukturierten Programmieren bis hin zum standardisierten und beständig optimierten Software-Entwicklungsprozess. Mittlerweile wird das CMM auch auf Unternehmen außerhalb der Softwarebranche angewandt und kann als Grundlage zur Beurteilung von Prozess- und Projektkompetenz eines Unternehmens verwendet werden.

### Kapitel 4
„Harte Fertigkeiten“ (quantitative Techniken des Projektmanagements (Zeit und Geld)):
- terminliche Koordinierung von verschiedenen Teilvorgängen mit Hilfe von Balkendiagrammen (GANTT)
- Verwendung von Netzplänen / Netzplantechniken zur Projektverfolgung
- Qualitätsmanagement und Qualitätssicherung (Capability Maturity Model)

### Kapitel 5
- Unterdrückung eines Volkes, um den Arbeitswillen zu steigern.
- Softwarenachbau von gut verkauften Produkten; kein Gesetz verbietet es uns, einen Produktnachbau von Grund an neu zu entwickeln
- Vertriebsstrategie (Preiswettbewerb); Produkte werden kostenlos angeboten, um Marktanteile zu sichern

Projektmethoden:
EFN schlägt Mr. Tompkins vor, einen Produktnachbau mit ein bis zwei kosmetischen Änderungen vorzunehmen, damit das Produkt nicht identisch zu den schon vorhandenen Produkte der Firma Intuit ist. Das Buchhaltungsprogramm Quicken wurde bereits millionenfach verkauft, es läuft auf PCs und Macs und Suns und anderen Unix-Rechnern. Somit besitzt jeder dieses Programm, der einen Computer hat. EFN rät zu einem Preiswettbewerb. Da das schon vorhandene Produkt 29,95 $ kostet, bieten sie es für umsonst an.

### Kapitel 6
Personalbeschaffung; folgende Faktoren spielen hierbei eine Rolle:
- Projektgröße

1500 Mitarbeiter werden aufgeteilt in insgesamt 18 Gruppen. Jeder Gruppe wird ein Manager zugeteilt. Es gibt sechs Hauptprojekte, die im Rahmen des Projektmanagement-Labors von jeweils 3 konkurrierenden Gruppen bearbeitet werden, die sowohl unterschiedliche Ressourcen als auch Vorgaben haben. Ziel dieses Projektmanagement-Labors ist es, herauszufinden, unter welchen Bedingungen ein Projekt-Team am effizientesten arbeitet.
- Projektmanager Magisches Dreieck

Es müssen 18 Projektmanager aus rund 200 Bewerbern bzw. Softwaremanagern ausgewählt werden.
Auswahlkriterien:
- Lebenslauf, Berufserfahrung, Erfolgsquote
- Lohnvorstellungen
- Bauchgefühl
- Vorstellung von "Management"

Weitere relevante Themen im Rahmen der Personalbeschaffung sind Spionage und Headhunting. Probleme können durch Stakeholder (magisches Dreieck) verursacht werden.
- Projektteam

Bei der Zusammensetzung eines Projektteams können als Auswahlkriterien der Lebenslauf, Abschlüsse, Alter, (Team-)Erfahrung berücksichtigt werden.
- Teambildung

Ein Team zeichnet sich aus durch Teamgefühl, eine gemeinsame Vision und das Bedürfnis nach Gemeinschaft

### Kapitel 7
Kapitel 7 beschreibt die Führung eines Bewerbungsgespräches und gibt folgende Tipps zur Personalbeschaffung:
- „Wer Personal einstellt, braucht dafür alle für das Management relevanten Körperteile: Herz, Seele, Nase und Bauch (vor allem das Gefühl aus dem Bauch heraus).“
- „Versuchen Sie nicht, es allein zu tun – zwei Bäuche/Personen sind besser als einer.“
- „Reden ist Silber, Zuhören ist Gold.“
- „Fragen Sie nach Empfehlungen: Vielleicht kann Ihnen die Person, die Ihnen am meisten zusagt, andere gute Kandidaten nennen.“
- „Bitten Sie neu eingestellte Mitarbeiter, ein Projekt zu leiten, dessen Anforderungen exakt denen entsprechen, denen sie bereits früher gerecht wurden, und herausfordernde Ziele dieses eine Mal zurückzustellen.“

### Kapitel 8
Prozessverbesserung
- Verbesserung von Arbeitsabläufen
- Anhebung des Personals von CMM-Stufe 2 auf 3

Produktivitätszuwachs
Verbreitete Modelle
- Gruppenarbeit
- Just-in-Time, Just-in-Sequence
- Continuous Flow Manufacturing (CFM)
- Prozesskostenrechnung und Total Cost of Ownership

Risikomanagement

### Kapitel 9
Orgware
Team
- Zusammenschluss von mindestens zwei Personen
- Mitglieder tragen zur Erreichung der Teamziele mit ihren jeweiligen Fähigkeiten bei
- Struktur des Teams ist aufgaben- und zielorientiert

Teamführung
- Beeinflussung des Teams oder einzelner Mitglieder unter Berücksichtigung der Gruppensituation
- Erfolgt durch die Führungskräfte
- Führungsinstrumente - z. B. Weisungen, Anreize (Entgelt, Motivation), Informationen, Gespräche, delegieren, Lob, Tadel, Sanktionen, Beurteilungen
- Gruppenmitglieder und deren Struktur - z. B. Motive, Kenntnisse, Fertigkeiten, Erwartungen, Rollenmerkmale, Antriebe und Gesundheit
- Team als Ganzes: Gruppengröße, Gruppenaufgabe, Gruppenzusammenhalt und Zusammensetzung der Gruppe.
- Situation des Teams: privates Umfeld der Gruppe, Arbeitssituation, Gesamtsituation der Organisation und deren Umfeld (z. B. konjunkturelle Lage)
- Erfüllung von Zielen - z. B. bessere Noten, mehr Umsatz, höhere Leistungsmengen, weniger Fehlzeiten im Team und Zufriedenheit der Gruppenmitglieder

### Kapitel 10
Modellierung und Simulation von Entwicklungsprozessen
Die Modellierung von Teilprozessen dient zur Identifizierung von Einflussfaktoren und Bestimmung ihrer Auswirkung auf Prozesse. Dabei geht es um Erkennen und Prognostizieren von Strukturen und Auswirkungen, die wertetechnisch festgehalten werden können.
Die Simulation bietet die Möglichkeit aus einem entwickelten Modell ein theoretisches Experiment zu erstellen und durchzuführen. Die gewonnenen Erkenntnisse können eine Übersicht über Verlauf und Auswirkung sowie Aufschluss über Zusammenhänge geben.
Eingliederung von Instinkten in Modelle
Oft geschehen Entscheidungen aufgrund einer Instinktbasis, die durch Erfahrungen erweitert und geschult werden. Diese Fähigkeit erlaubt es, unter anderem, die Wirklichkeit oder Abläufe instinktiv richtig einzuschätzen oder vorherzusagen. Diese Instinkte können eine hilfreiche Erweiterung der Prozesssimulation sein, da somit gewisse Einflüsse und Auswirkungen durch Erfahrung vorhergesagt werden können.
Jedoch sind die vorhergesagten Ergebnisse oft nicht in Zahlen zu fassen. Um ein zuverlässiges Ergebnis liefern zu können, versucht man diese Instinkte in ein Handlungsmodell zu übersetzen und in die Simulation einzubinden.
Dieses Modell kann Wertemengen liefern, die zum genauen Abgleich der Erwartungen eingesetzt werden.
Verfeinerung der Instinktmodelle
Die Ergebnisse aus einer Simulation können mit den prognostizierten Ergebnissen der Instinktbasis abgestimmt und verglichen werden. Entstehende Abweichungen können dann auf ihre Ursache hin untersucht werden.
Die Instinktbasis verfügt über eine natürliche Fehlerquote und kann oft nicht in exakten Werten ausgedrückt werden.
Mithilfe der gewonnenen Erkenntnisse aus dem Modell kann diese Instinktbasis geschult werden, Vorgänge besser zu analysieren. Dadurch wird die Funktionsweise des Instinkts klarer und es können exaktere Modelle hergestellt werden.

### Kapitel 11
- Unterscheidung von Sach- und Formalzielen

### Kapitel 12
- Messung der Größe eines jeden Produktes durch Aufteilung in Funktionspunkte
- Das geeignete Werkzeug dafür ist die Metrik
- Anlegen von Trendlinien zur Vorhersage des Entwicklungsaufwandes
- Schwankungen der Trendlinien können als Indiz für die nötige Toleranz in der Hochrechnung dienen

### Kapitel 13
- Prozessverbesserungen sollten kontinuierlich angestrebt werden
- Prozessverbesserungen bzw. die Notwendigkeit sollte den Mitarbeitern selber auffallen und nicht erst, wenn man Sie dazu anhält
- Prozessverbesserungsprogramme kosten Zeit und sind kostspielig, sie können auch zu Rückschlägen in den einzelnen Projekten führen und kosten meistens mehr als sie nützen
- allenfalls kann ein Projekt hoffen, von der Methodenverbesserung so zu profitieren, dass sich Zeit und Geld, welche in die Prozessverbesserung investiert wurden, zu einem späteren Zeitpunkt auch auszahlen
- Ein Projekt kann innerhalb seiner Laufzeit meistens nicht mehr als eine Methodenverbesserung erzielen, bei Programmen die auf die Verbesserung mehrere Fähigkeiten abzielen, (Anhebung um eine CMM-Stufe) ist die Wahrscheinlichkeit groß, dass diese Projekte zu einem späteren Zeitpunkt abgeschlossen werden, als ohne Prozessverbesserungsprogramme
- durch standardisierte Prozesse können für Mitarbeiter Abkürzungsmöglichkeiten ungenutzt bleiben
- bei überbesetzten Projekten besteht die Gefahr, dass Standardprozesse stur eingehalten werden, wenn diese genügend Arbeit generieren um alle Mitarbeiter zu beschäftigen

- COBIT
- Microsoft Operations Framework (MOF) als Zusammenstellung technischer Anleitungen zum optimalen Betrieb von IT-Lösungen

Unter Qualitätssicherung versteht man das Sichern der bereits erreichten Qualität.
- Es wird versucht, an vorausgegangenen Erfolgen anzuknüpfen und bereits bestehende Qualitätsanforderungen beizubehalten.
- Es wird versucht, die Stufe 2 des CMM in allen Projekten beizubehalten.
- eTOM (enhanced Telecom Operations Map)

- ist ein Rahmenwerk für Geschäftsprozesse von Unternehmen im Bereich der Telekommunikation und IT-Dienstleistung, das vom TeleManagement Forum herausgegeben wird
- beruht darauf, dass Telekommunikations- und IT-Unternehmen häufig Daten austauschen müssen, um über eine Prozesskette hinweg gegenüber einem Endkunden eine Leistung zu erbringen
- Voraussetzung: Transparenz der Geschäftsprozesse
- versteht sich als Angebot zum Nutzen aller Beteiligten

- PRINCE2 2009

- ist eine weit verbreitete, prozessorientierte und frei skalierbare Projektmanagementmethode
- bildet einen strukturierten Rahmen/Framework um das jeweilige Projekt und gibt den Mitgliedern des Projektmanagementteams anhand des Prozessmodells konkrete Handlungsempfehlungen für jede Projektphase
- Entstehung und Weiterentwicklung der Methode geschieht nach dem Best-Practice-Gedanken
- Eigentümer der Methode ist die britische AXELOS
- Verwendung der Methode steht jedem frei
- zählt zu den führenden Projektmanagementmethoden weltweit
- behandelt das Management, die Steuerung und die Organisation eines Projekts

- Phasen der Software Entwicklung

- Anforderungserhebung
- Entwurf
- Code schreiben
- Fehleranalyse
- Implementierung
- Support

- ISO/IEC 20000

- dient als messbarer Qualitätsstandard für das IT Service Management (ITSM)
- Zertifizierung ist nur für Organisationseinheiten möglich
- das Zertifikat muss alle drei Jahre erneuert werden

### Kapitel 14
Last-Minute-Implementierung

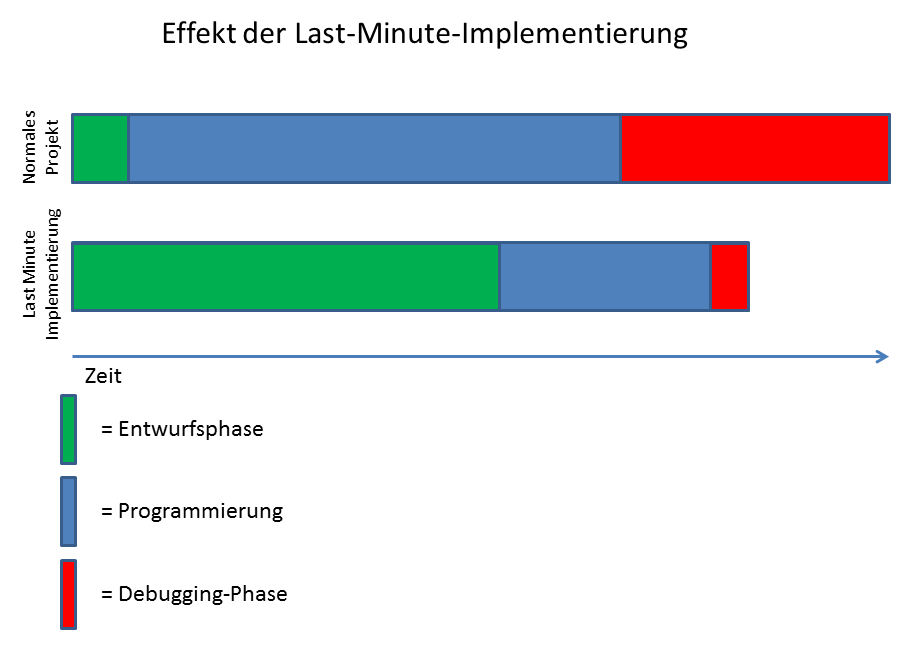
Effekt der Last-Minute-Implementierung

Um den Projektablauf signifikant zu verkürzen, ist es nötig, Zeiteinsparungsmaßnahmen vorzunehmen. Eine mögliche Methode ist die Last-Minute-Implementierung.
Hierbei wird die eigentliche Debugging-Zeit am Ende des Projekts zugunsten einer stark verlängerten Entwurfsphase verkürzt. Dies führt dazu, dass Schnittstellen-Bugs bereits im Entwurf behoben werden. Lokale Fehler werden dann in der Debugging-Phase korrigiert.
Durch die längere Entwurfsphase verkürzen sich Programmierung und Debugging-Phase, da die Programmierung nur die Umsetzung des Entwurfs in Quellcode ist und im Debugging weniger Fehler auftreten. Dies verkürzt die Gesamtlaufzeit des Projekts.

## Das fiktive Land Morovien
Der Roman „Der Termin“ spielt im fiktiven Morovien.
Die Gesellschaftsform von Morovien ist der Kommunismus und später der Kapitalismus, da das Land zu einer Aktiengesellschaft umformiert wird.

„Danach kann man seine Aktien gegen ähnliche Aktien eines anderen Unternehmens tauschen, und das wird nicht überprüft. Deshalb bin ich an die frühere Regierung dieses Landes, die Generäle, herangetreten und habe sie dazu gebracht, Morovien in eine Aktiengesellschaft umzuwandeln.“

Der EFN (Staatsoberhaupt von Morovien) ist ein „Tyrann“, der sich durch Aktienerwerb das Land erkauft hat (Kapitel 4 und 5). Im Verlauf des Romanes geht Morovien an die Börse.

„Wahnsinn. Morovien geht an die Börse. Ich denke, wir sind wahrscheinlich das erste an der Börse gehandelte Land.“

Man kann davon ausgehen, dass Morovien Albanien, Libyen oder Ägypten ist, da die Lage mit Mittelmeer angegeben wird. 

„Am Meer. Am Ionischen Meer, südöstlich vom italienischen Stiefel. Bei schönem Wetter können Sie von Ihrer Terrasse aus die Berge Zentral-Griechenlands sehen.“

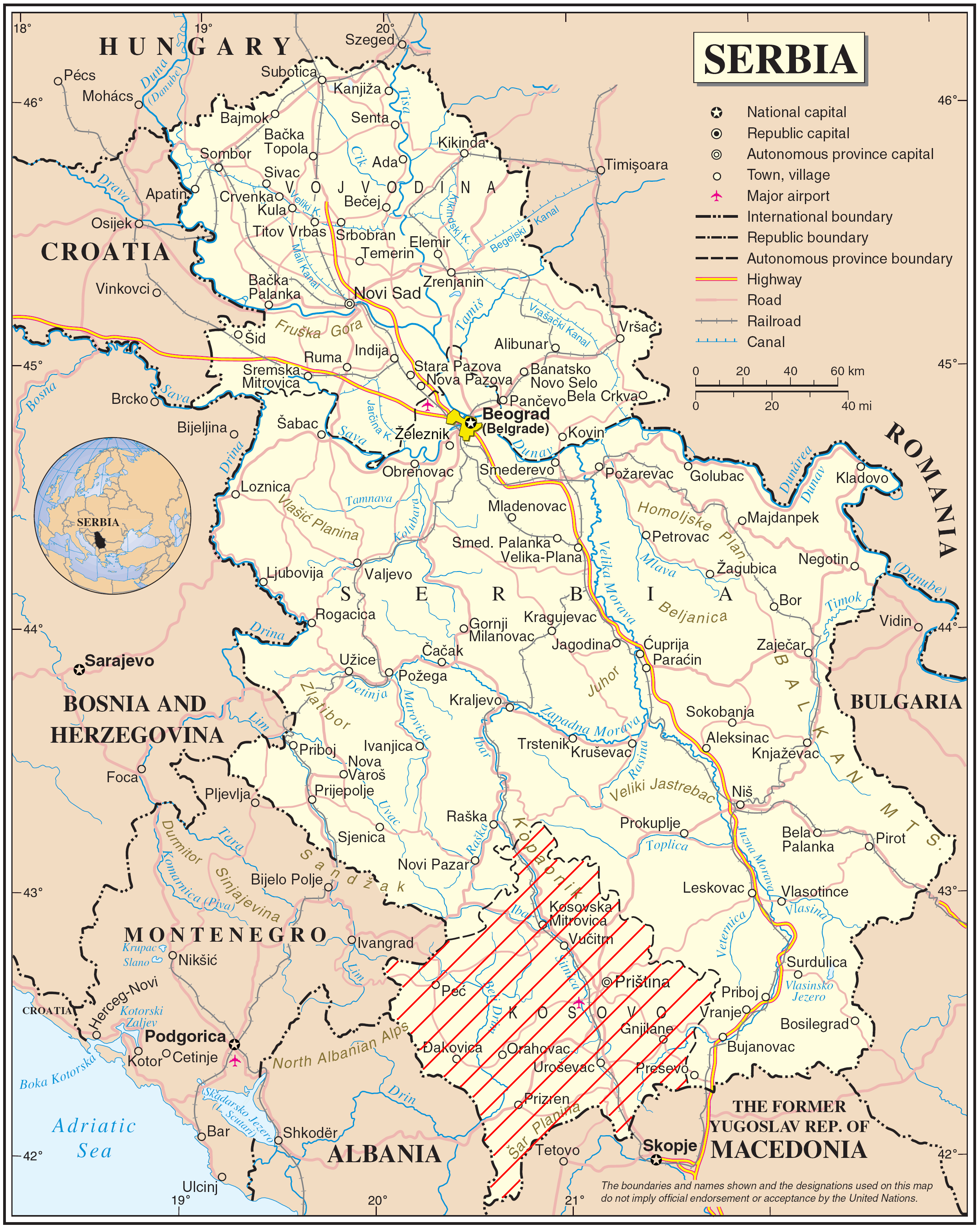
Land Morovien

## Stellung im Werk des Autors
Im Jahr 1997 schrieb Tom DeMarco den Roman „Der Termin – Ein Roman über Projektmanagement“ („The Deadline – A Novel about Project Management“).
Zu seinen früheren Werken gehören u. a. „Structured Analysis and System Specification“ (1979), „Controlling Software Projects: Management, Measurement, and Estimates“ (1986), „PEOPLEWARE: Productive Projects and Teams“ (mit Co-Autor Tim Lister im Jahr 1987) sowie „Warum ist Software so teuer? … und andere Rätsel des Informationszeitalters“ („Why Does Software Cost So Much? - And other Puzzles of the information age“ 1997).
Nach seinem großen Erfolg mit „Der Termin“ (Platz 9 auf der Bestsellerliste „Wirtschaft“ der Zeitschrift „Focus“ 1998) veröffentlichte er weitere erfolgreiche Werke über den Themenkomplex „Projektmanagement und Softwareentwicklung“:
- Spielräume (Original: Slack – Getting Past Burnout, Busywork, and the Myth of Total Efficiency) 2001
- Bärentango (Original: Waltzing with Bears: Managing Risk on Software Projects) 2003
- Adrenalin Junkies & Formular Zombies - Typisches Verhalten in Projekten (Original: Project Behaviors: from Adrenalin Junkies to Template Zombies) 2007

Zusätzlich veröffentlichte er über 100 Artikel und Thesenpapiere über Management und Systementwicklungsprozesse.

## Rezeption
„Der Termin ist ein kurzweilig zu lesendes Buch. Die Grundsätze des Managements von Software-Projekten schleichen sich wie von selbst in die Romanhandlung und erläutern sich selbst...Für den gestandenen Projektmanager bietet es eine interessant verpackte Zusammenfassung bekannter Prinzipien, der Projektanfänger erhält eine leicht verdauliche Kost serviert, die den Einstieg erleichtert.“

„Spannend und unterhaltsam wie in einem Krimi schildert er den Verlauf eines Projektes [...] DeMarco erzählt nicht nur eine Geschichte. Es gelingt ihm gleichzeitig, Basiswissen verständlich darzustellen.“

„Der Roman ist eine herrliche Synthese aus Unterhaltung und der Vermittlung fachlicher Inhalte.“

## Ausgaben
- gebundene Ausgabe: Der Termin - Ein Roman über Projektmanagement Carl Hanser Verlag München Wien 1998, ISBN 3-446-19432-0
- Taschenbuch: Der Termin - Ein Roman über Projektmanagement Carl Hanser Verlag, ISBN 978-3-446-41439-6
- Hörbuch: Der Termin: Ein Hörspiel über Projektmanagement Carl Hanser Verlag 2005, ISBN 978-3-446-40049-8

## Belege
1. ↑  z. B. S. 81: „Er hatte sieben Leute, die direkt an ihn berichteten: Ex-General Markov und die sechs Produktmanager, die dafür verantwortlich waren, Produkte zu liefern, die direkt mit Quicken, QuarkXpress, Photoshop, Painter, Lotus Notes und PageMill konkurrieren konnten.“